# Glycyphana georgijevici
Glycyphana georgijevici är en skalbaggsart som beskrevs av Miksic 1967. Glycyphana georgijevici ingår i släktet Glycyphana och familjen Cetoniidae. Inga underarter finns listade i Catalogue of Life.